# Jaroslav Volf (polityk)
Jaroslav Volf (ur. 3 kwietnia 1952 w Hodonínie) – słowacki polityk i inżynier, poseł do Rady Narodowej, lider Socjaldemokratycznej Partii Słowacji (SDSS).

## Życiorys
Ukończył studia na wydziale chemiczno-technologicznym Słowackiej Wyższej Szkoły Technicznej w Bratysławie. Pracował w branży chemicznej na produkcji i jako badacz. Przed 1989 bezpartyjny, włączył się następnie w działalność słowackiej socjaldemokracji został wiceprzewodniczącym Socjaldemokratycznej Partii Słowacji, a po śmierci Alexandra Dubčeka stanął na czele tego ugrupowania (do 2001). Wprowadzał swoją partię do koalicji Wspólny Wybór (1994), następnie Słowackiej Koalicji Demokratycznej. W latach 1994–2002 przez dwie kadencje sprawował mandat posła do Rady Narodowej. W 2003 ponownie został przewodniczącym SDSS, doprowadził do jej zjednoczenia z partią SMER (2005). Sam pozostał poza bieżącą polityką, powrócił do pracy naukowej jako dyrektor instytutu ekonomiczno-społecznego, a w 2006 dołączył do władz przedsiębiorstwa Slovak Telekom.